# Missy Elliott

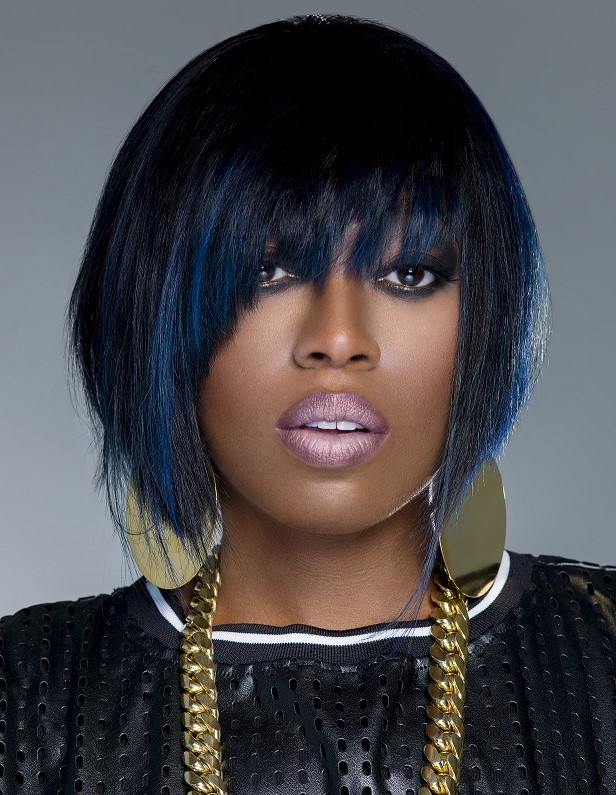
Missy Elliott (2015)

Melissa Arnette „Missy“ Elliott (* 1. Juli 1971 in Portsmouth, Virginia) ist eine US-amerikanische Rapperin, Sängerin und Musikproduzentin.
Missy Elliott wurde einer der ersten weiblichen Superstars des Hip-Hop. Als Rapperin/Sängerin hatte sie mehrere Hits wie One Minute Man, All N My Grill oder Get Ur Freak On. Zusätzlich gilt sie als eine der erfolgreichsten Songwriterinnen und Produzentinnen der Hip-Hop- und R’n’B-Szene. So schrieb sie unter anderem Hits für Aaliyah, Christina Aguilera, Destiny’s Child, Monica, Pink, Janet Jackson, Mýa, Mariah Carey, Tweet und Whitney Houston – oft zusammen mit ihrem Produzentenpartner Timbaland, mit dem sie seit ihrer Kindheit befreundet ist.
Im Jahr 2005 verzichtete sie auf ihren bis dahin getragenen Mittelnamen Missy „Misdemeanor“ Elliott.

## Biografie

### Frühe Karriere
In den späten 1980ern formten Elliott, LaShawn Shellman, Chonita Coleman und Radiah Scott die R&B-Band Sista. Missy Elliott sang und textete für die Gruppe und machte ihre Kollegen mit Jugendfreund Timothy „DJ Tiny Tim“ Mosley bekannt, der bereits früh als ausführender Produzent mit ihnen Demo-Tracks zu produzieren begann. 1991 wurde Jodeci-Produzent DeVante Swing auf die Gruppe aufmerksam, als sie für ihn nach einem Konzert seiner Gruppe gemeinsam A-cappella-Songs von Jodeci sangen. Kurz darauf zogen Sista mit Mosley – den Swing in Timbaland umtaufte – und Freund Melvin „Magoo“ Barcliff nach New York, wo sie bei DeVantes Elektra-Sublabel Swing Mob einen Vertrag unterzeichneten.
Swing formte Swing Mob, 20 Musiker und Künstler – unter anderem die zukünftigen Stars Ginuwine, Playa und Tweet –, die alle in einem zweistöckigen Gebäude in New York wohnten und gemeinsam sowohl an Material für Jodeci als auch für ihre eigenen Veröffentlichungen arbeiteten. Missy steuerte zu dieser Zeit so unter anderem Tracks für die letzten beiden Jodeci-Alben Diary of a Mad Band (1993) und The Show, the After Party, the Hotel (1995) bei. Timbaland und DeVante produzierten indessen (1994) die Sista-LP 4 All the Sistas Around the World.

### Elliott / Mosley-Produzenten-Team
Nachdem sie Swing Mob verlassen hatten, begannen Missy und Timbaland als unabhängiges Songwriter/Produzenten-Team zusammenzuarbeiten. Dabei entstanden zwischen 1995 und 1997 eine Reihe von Hit-Singles wie Can We? für SWV oder Steelo für 702. Am bedeutendsten wurde aber die Tätigkeit für Aaliyah. Elliott und Timbaland schrieben und produzierten neun Tracks für Aaliyahs zweites Album, One in a Million (1996), unter ihnen die Hits If Your Girl Only Knew, One in a Million, Hot Like Fire, und 4-Page Letter. Missy steuerte ebenso Background-Gesang und/oder Rap-Passagen zu allen Tracks bei, die sie und Timbaland auf dem Album produzierten. Durch den Erfolg der Singles und des Albums, das Doppel-Platin erhielt, wurde das Produzentenduo zu allgemein bekannten Stars. Später produzierten sie weitere Tracks für Total (What About Us), Nicole Wray (Make It Hot) und Destiny’s Child (Get on the Bus). Der Rolling Stone würdigte ihre Songwriting-Partnerschaft mit Rang 96 der 100 größten Songwriter aller Zeiten.

### Solokarriere
1996 war Missy erstmals als Gast-Rapper und Background-Sängerin auf MC Lytes 1996er Single Cold Rock a Party zu hören. Das Lied wurde von P. Diddy produziert, der hoffte, sie zur Vertragsunterschrift bei Bad Boy Records zu bewegen. Entgegen allen Erwartungen unterzeichnete Elliott jedoch noch im selben Jahr bei Elektra Records, wo sie ihr eigenes Sublabel Goldmind bekam, auf dem ihre bisherigen Soloveröffentlichungen erschienen sind.

#### Erste Erfolge
1997 veröffentlichte Missy Elliott in Zusammenarbeit mit Freund und Produzent Timbaland ihr Debütalbum Supa Dupa Fly. Die erste Auskopplung Da Rain (Supa Dupa Fly) wurde zu einem weltweiten Charterfolg und machte sie zu einer anerkannten Größe im Musikbusiness – insbesondere im Hip-Hop. Die Kritik war generell positiv und obwohl die Verkaufszahlen ihre Theorien widerlegten, merkten viele Kritiker an, dass die Album-Tracks den ausgekoppelten Singles musikalisch weit unterlegen seien.
Noch im selben Jahr absolvierte Elliott neben Da Brat, Lisa „Left Eye“ Lopes und Angie Martinez einen Gastauftritt im Remix zu Lil’ Kims Girl-Power-Hymne Not Tonite. Die Fünf traten damit zusammen bei den MTV Video Music Awards 1997 auf.
1999 veröffentlichte sie ihr zweites Album. Da Real World war ähnlich erfolgreich wie das Debüt. Auf ihm befanden sich die Single „All N My Grill“ in Zusammenarbeit mit Protegé Nicole Ray und Big Boi von OutKast, und weitere Auskopplungen wie „She’s a Bitch“ und „Hot Boyz“ mit Nas, Eve und Lil’ Mo.

#### Weitere Karriere
2001 folgte mit Miss E… So Addictive bis dato Missys größter Erfolg. Die Singles „Get Ur Freak On“ und „One Minute Man“ (featuring Ludacris & Trina oder Jay-Z) wurden zu weltweiten Hits und bescherten dem Album neben zwei Grammys auch mehrfach Platin. Im Zuge des Erfolges wurden anschließend zwei weitere Singles veröffentlicht: Die Ballade „Take Away“ (mit Tweet und Ginuwine), die als Hommage an die kurz vorher gestorbene Freundin Aaliyah galt, und der Up-Tempo-Track „4 My People“, der zu Missys erfolgreichsten Auskopplungen zählt.
2002 meldete sie sich mit Under Construction, ihrem vierten Album zurück. Dieser Langspieler, der sich in erster Linie einer Neuauflage des Old-School-Hip-Hops widmet, gilt bis heute als Elliotts meistverkaufte und bekannteste Produktion und wurde von Kritikern der Musikpresse regelrecht gefeiert. Mit „Work It“, Elliotts erfolgreichster Single überhaupt, und „Gossip Folks“, einem Duett mit Ludacris, das unter anderem ihren erheblichen Gewichtsverlust im selben Jahr thematisierte, fügten sich weitere Hits in ihre Karriere ein.
Nicht einmal elf Monate später, im November 2003, stand mit This Is Not a Test bereits ihr nächster Longplayer in den Läden. Der mittelmäßige Erfolg der ersten Single „Pass That Dutch“ und fehlende Promotion verursachten jedoch überwiegend enttäuschende Verkaufszahlen. Auch die Nachfolgesingle „I’m Really Hot“ verschaffte sich kaum Gehör, konnte in den Charts folglich nicht hoch punkten.
Nach mehr oder weniger unscheinbaren Kollaborationen mit Christina Aguilera, Beyoncé, Timbaland und Tweet kehrte Missy schließlich im Frühjahr 2005 an der Seite von Ciara und „1, 2 Step“ ins Augenmerk der Öffentlichkeit zurück. Zur gleichen Zeit etwa beendete sie die Arbeiten an ihrem sechsten Studioalbum The Cookbook, das Anfang Juli 2005 im Handel erschien und die überaus erfolgreiche Vorabsingle „Lose Control“, eine weitere Kollaboration mit Ciara und auch Fatman Scoop, hervorbrachte. Im Herbst 2005 und Frühjahr 2006 folgten mit der Ballade „Teary Eyed“ und „We Run This“ zwei weitere Singleauskopplungen, die zwar weniger Erfolg in den Charts hatten als „Lose Control“, jedoch zum Erfolg des Albums beitrugen. Insgesamt 2 Millionen CDs gingen über die Ladentische.

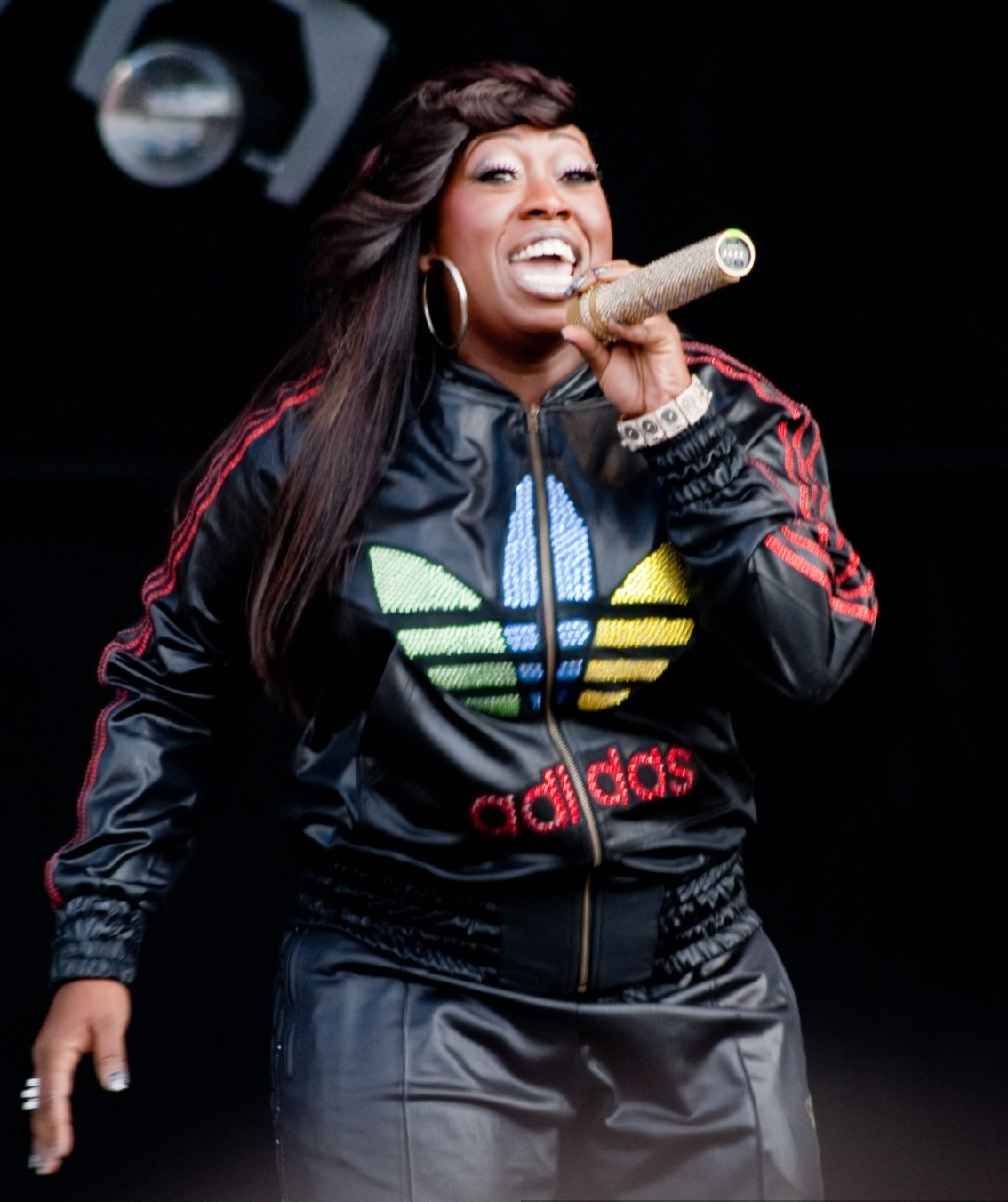
Missy Elliott (2006)

Im September 2006 erschien exklusiv in Europa Elliots erstes Best-of-Album Respect M.E. Es entwickelte sich zum erfolgreichsten Album ihrer gesamten Karriere in UK. Mit Platz 7 in den UK-Album-Charts und 500.000 verkauften CDs, wurde es eines der erfolgreichsten Best-of-Alben des Jahres 2006.
Bereits Anfang 2008 kündigte Missy Elliott mit „Block Party“ ihr neues Album an, veröffentlichte zunächst die Songs „Ching a Ling“ und „Shake your pom-pom“ für den Film „Step Up 2“. Durch das gesamte Jahr 2008 hindurch wurde die Veröffentlichung des Albums immer wieder verschoben. Erst Ende 2008 gab sie bekannt, dass sie mit dem Material für „Block Party“ nicht zufrieden sei und das Album neu bearbeiten müsse. Im Jahr 2009 wurde es dann allerdings ruhig um sie. Der Song „Best Best“, der ebenfalls auf „Block Party“ enthalten sein soll, wurde 2009 im Internet veröffentlicht und bekam nur mäßige Resonanz. Es gab weder ein Video dazu, noch wurde der Song im Radio gespielt.
Auch in den folgenden Jahren blieb es ruhig um Missy Elliott, wenngleich sie immer erklärte, sie arbeite im Studio. Im Jahr 2011 sprach sie über ihre Krankheit und die damit verbundenen Schwierigkeiten. Elliott leidet an der basedowschen Krankheit, einer Autoimmunkrankheit der Schilddrüse. Im Sommer 2011 erklärte sie, ihr neues Album Block Party werde hauptsächlich von Timbaland produziert, und mit „Put it on ya“ tauchte ein weiterer neuer Song im Internet auf. In der Folge wurden wiederholt angekündigte Erscheinungstermine für das Album verschoben. Im September 2012 erschienen zwei weitere „Buzz Singles“, „9th Inning“ und „Triple Threat“, die von ihrem bevorstehenden Comeback handeln – das seit 2008 angekündigte Album ist jedoch bis heute nicht erschienen.
Am 1. Februar 2015 trat Missy Elliott neben Katy Perry und Lenny Kravitz in der Halbzeitpause des Super Bowl XLIX auf und sang unter anderem ihre Hits Get Ur Freak On und Lose Control. Ihre Comeback-Single W.T.F. (Where They From) mit Pharrell erbrachte ihr Erfolge wie in ihren Vorgängerjahren. Der Song platzierte sich sehr erfolgreich in den weltweiten Charts. Ihre nächste Veröffentlichung hieß I’m Better mit Lamb. Eine weitere Version des Liedes mit Lil’ Kim, Eve und Trina wurde im Internet veröffentlicht.
Für die Ghostbusters-Neuverfilmung wurde 2016 mit Fall Out Boy eine neue Version des Titellieds aufgenommen. Das Time Magazine sowie die Los Angeles Times waren von diesem Cover nicht begeistert. Für das Jahr 2019 hat Elliott auf ihrem Instagram-Account ein neues Album sowie ihr Comeback angekündigt. In Zusammenarbeit mit Fat Joe veröffentlichte sie den Remix zu Ciaras Level Up. Am 22. August 2019 brachte sie ihre neue EP Iconology heraus. Zeitgleich veröffentlichte sie zu einem der Songs, „Throw It Back“, ein Musikvideo.

## Diskografie
Studioalben

| Jahr | Titel                | Höchstplatzierung, Gesamtwochen, AuszeichnungChartplatzierungen (Jahr, Titel, Platzierungen, Wochen, Auszeichnungen, Anmerkungen) | Höchstplatzierung, Gesamtwochen, AuszeichnungChartplatzierungen (Jahr, Titel, Platzierungen, Wochen, Auszeichnungen, Anmerkungen) | Höchstplatzierung, Gesamtwochen, AuszeichnungChartplatzierungen (Jahr, Titel, Platzierungen, Wochen, Auszeichnungen, Anmerkungen) | Höchstplatzierung, Gesamtwochen, AuszeichnungChartplatzierungen (Jahr, Titel, Platzierungen, Wochen, Auszeichnungen, Anmerkungen) | Höchstplatzierung, Gesamtwochen, AuszeichnungChartplatzierungen (Jahr, Titel, Platzierungen, Wochen, Auszeichnungen, Anmerkungen) | Höchstplatzierung, Gesamtwochen, AuszeichnungChartplatzierungen (Jahr, Titel, Platzierungen, Wochen, Auszeichnungen, Anmerkungen) | Anmerkungen                                                   |
| Jahr | Titel                | DE | AT | CH | UK | US | R&B | Anmerkungen                                                   |
| ---- | -------------------- | --- | --- | --- | --- | --- | --- | ------------------------------------------------------------- |
| 1997 | Supa Dupa Fly        | — | — | — | UK— SilberUK | US3 Platin · (37 Wo.)US | R&B1 (41 Wo.)R&B | Erstveröffentlichung: 15. Juli 1997 Verkäufe: + 2.500.000     |
| 1999 | Da Real World        | DE20 (16 Wo.)DE | — | CH42 (8 Wo.)CH | UK42 Silber · (6 Wo.)UK | US10 Platin · (39 Wo.)US | R&B1 (42 Wo.)R&B | Erstveröffentlichung: 22. Juni 1999 Verkäufe: + 1.060.000     |
| 2001 | Miss E… So Addictive | DE12 (19 Wo.)DE | AT23 (17 Wo.)AT | CH16 (23 Wo.)CH | UK10 Platin · (42 Wo.)UK | US2 Platin · (43 Wo.)US | R&B1 (47 Wo.)R&B | Erstveröffentlichung: 15. Mai 2001 Verkäufe: + 5.400.000      |
| 2002 | Under Construction   | DE19 (18 Wo.)DE | — | CH26 (12 Wo.)CH | UK23 Gold · (30 Wo.)UK | US3 ×2Doppelplatin · (35 Wo.)US                                                                                                   | R&B2 (43 Wo.)R&B | Erstveröffentlichung: 12. November 2002 Verkäufe: + 3.300.000 |
| 2003 | This Is Not a Test   | DE37 (7 Wo.)DE | AT67 (2 Wo.)AT | CH25 (7 Wo.)CH | UK49 Gold · (10 Wo.)UK | US13 Platin · (19 Wo.)US | R&B3 (21 Wo.)R&B | Erstveröffentlichung: 25. November 2003 Verkäufe: + 1.142.500 |
| 2005 | The Cookbook         | DE19 (10 Wo.)DE | AT34 (9 Wo.)AT | CH8 (11 Wo.)CH | UK33 (6 Wo.)UK | US2 Platin · (17 Wo.)US | R&B2 (22 Wo.)R&B | Erstveröffentlichung: 5. Juli 2005 Verkäufe: + 1.007.500      |

## Filmografie
- 1997: Family Matters
- 1997: The Wayans Bros.
- 2001: Pootie Tang
- 2003: Honey mit Jessica Alba
- 2004: Große Haie – Kleine Fische (Stimme und Gesang)
- 2004: Fade to Black, eine Dokumentation über den Rapper Jay-Z (als sie selbst)
- 2005: Just for Kicks
- 2008: Step Up 2 (Soundtrack)
- 2016: Star (Fernsehserie)

## Auszeichnungen (Auswahl)
Grammy Award
- 2002: Beste Solodarbietung – Rap : „Get Ur Freak On“
- 2003: Beste weibliche Solodarbietung – Rap: „Scream a.k.a. Itchin“
- 2004: Beste weibliche Solodarbietung – Rap: „Work It“
- 2006: Bestes Musik-Kurzvideo: „Lose Control“

American Music Awards
- 2003: Beliebteste Rap/Hip-Hop-Künstlerin
- 2005: Beliebteste Rap/Hip-Hop-Künstlerin

BET Awards
- 2002: Beste Hip-Hop-Künstlerin
- 2003: Beste Hip-Hop-Künstlerin
- 2004: Beste Hip-Hop-Künstlerin
- 2005: Beste Zusammenarbeit: „1, 2 Step“ (mit Ciara)
- 2006: Beste Hip-Hop-Künstlerin

MTV Video Music Awards
- 2001: Video des Jahres: „Lady Marmalade“ gesungen von Christina Aguilera, Lil’ Kim, Mýa und Pink
- 2001: Bestes Video aus einem Film: „Lady Marmalade“ gesungen von Christina Aguilera, Lil’ Kim, Mýa und Pink
- 2003: Bestes Hip-Hop-Video: „Work It“
- 2003: Video des Jahres: „Work It“
- 2005: Bestes Dance-Video: „Lose Control“
- 2005: Bestes Hip-Hop-Video: „Lose Control“
- 2006: Beste Spezialeffekte in einem Video: „We Run This“
- 2019: Michael Jackson Video Vanguard Award